# WIPF2
WIPF2 (англ. WAS/WASL interacting protein family member 2) – білок, який кодується однойменним геном, розташованим у людей на короткому плечі 17-ї хромосоми. Довжина поліпептидного ланцюга білка становить 440 амінокислот, а молекулярна маса — 46 289.
| 10         |  | 20         |  | 30         |  | 40         |  | 50         |
| ---------- |  | ---------- |  | ---------- |  | ---------- |  | ---------- |
| MPIPPPPPPP |  | PGPPPPPTFH |  | QANTEQPKLS |  | RDEQRGRGAL |  | LQDICKGTKL |
| KKVTNINDRS |  | APILEKPKGS |  | SGGYGSGGAA |  | LQPKGGLFQG |  | GVLKLRPVGA |
| KDGSENLAGK |  | PALQIPSSRA |  | AAPRPPVSAA |  | SGRPQDDTDS |  | SRASLPELPR |
| MQRPSLPDLS |  | RPNTTSSTGM |  | KHSSSAPPPP |  | PPGRRANAPP |  | TPLPMHSSKA |
| PAYNREKPLP |  | PTPGQRLHPG |  | REGPPAPPPV |  | KPPPSPVNIR |  | TGPSGQSLAP |
| PPPPYRQPPG |  | VPNGPSSPTN |  | ESAPELPQRH |  | NSLHRKTPGP |  | VRGLAPPPPT |
| SASPSLLSNR |  | PPPPARDPPS |  | RGAAPPPPPP |  | VIRNGARDAP |  | PPPPPYRMHG |
| SEPPSRGKPP |  | PPPSRTPAGP |  | PPPPPPPLRN |  | GHRDSITTVR |  | SFLDDFESKY |
| SFHPVEDFPA |  | PEEYKHFQRI |  | YPSKTNRAAR |  | GAPPLPPILR |  |            |

A: Аланін

C: Цистеїн

D: Аспарагінова кислота

E: Глутамінова кислота

F: Фенілаланін

G: Гліцин

H: Гістидин

I: Ізолейцин

K: Лізин

L: Лейцин

M: Метіонін

N: Аспарагін

P: Пролін

Q: Глутамін

R: Аргінін

S: Серин

T: Треонін

V: Валін

Задіяний у такому біологічному процесі, як альтернативний сплайсинг. 
Білок має сайт для зв'язування з молекулою актину. 
Локалізований у цитоплазмі, цитоскелеті.